# Béganne
Béganne település Franciaországban, Morbihan megyében. Lakosainak száma 1458 fő (2022. január 1.). Béganne Saint-Gorgon, Allaire, Saint-Dolay, Nivillac, Péaule és Caden községekkel határos.

## Népesség
A település népességének változása:
| Lakosok száma | 1521 | 1446 | 1351 | 1372 | 1386 | 1394 | 1404 | 1395 | 1390 | 1458 |
|               | 1968 | 1982 | 1990 | 2006 | 2013 | 2015 | 2017 | 2019 | 2020 | 2022 |